# Irina Kusakina
Irina Kusakina (in russo Ирина Кусакина?; Leningrado, 5 giugno 1965) è un'ex slittinista russa, fino al 1991 sovietica.

## Biografia
Iniziò a gareggiare per la nazionale sovietica nelle varie categorie giovanili nella specialità del singolo, ottenendo, quale miglior risultato, la medaglia d'oro ai campionati mondiali juniores di Bludenz 1984.
A livello assoluto esordì in Coppa del Mondo nella stagione 1984/85. Conquistò il primo podio il 20 dicembre 1987 nel singolo ad Igls (2°) mentre in classifica generale come migliore posizione ottenne il sesto posto nel 1988/89 nell'individuale.
Partecipò ad una edizione dei Giochi olimpici invernali, a Calgary 1988 dove si classificò al decimo posto nel singolo.
Prese parte altresì a cinque edizioni dei campionati mondiali, aggiudicandosi una medaglia di bronzo nella gara a squadre a Winterberg 1989; nella specialità individuale il suo miglior risultato fu il quinto posto raggiunto in quella stessa rassegna iridata nonché precedentemente in quella di Oberhof 1985.
Dopo il 1991 fece parte della squadra russa, ma non riuscì più a ripetere gli stessi risultati ottenuti gareggiando sotto i colori dell'URSS e si ritirò dalle competizioni al termine della stagione 1996/97.

## Palmarès

### Mondiali
- 1 medaglia:
  - 1 bronzo (gara a squadre a Winterberg 1989).

### Mondiali juniores
- 1 medaglia:
  - 1 oro (singolo a Bludenz 1984).

### Coppa del Mondo
- Miglior piazzamento in classifica generale nel singolo: 6ª nel 1988/89.
- 2 podi (tutti nel singolo):
  - 1 secondo posto;
  - 1 terzo posto.